# Andrea Minasso
 (juillet 2024).
Andrea Minasso, né le 21 février 1910 à Turin et mort le 11 octobre 1982 à 
Saint-Étienne, est un coureur cycliste italien actif de 1930 à 1946.

## Biographie
Quand il met fin à la compétition cycliste au début des années 50, Andrea Minasso reste néanmoins dans le milieu du cyclisme professionnel et devient soigneur, notamment de Raphaël Géminiani, de Rik Van Steenbergen, de Alfred De Bruyne et de Pino Cerami. Il est également celui de Roger Walkowiak en 1956 lorsque ce dernier remporte le Tour de France. Jacques Anquetil et Roger Rivière ont aussi reçu ses soins, lors d'un Tour d'Espagne pour le premier et jusqu'au très grave accident du second au cours du Tour de France de 1960.
Le 17 avril 1961 quand Roger Rocher prend la direction du club de football de l'ASSE, il engage Andrea à temps complet dans cette fonction de soigneur.

## Palmarès
- 1930
  - Coppa San Geo
  - Tour de Lombardie amateurs
- 1931
  - 22e de Milan-San Remo
- 1933
  - Tour du Piémont
    - 2e étape
    - 2e du Classement Général

  - 2e de la Roma Maxima
- 1934
  - 3e de Nice-Puget-Théniers-Nice
  - 30e de Milan-San Remo
- 1938
  - 2e du Circuit des Alpes
  - 3e du Grand Prix de Saint-Andiol[3]
- 1943
  - 3e du Grand Prix de Cours-la-Ville[4]